# Einsteinhaus Bern

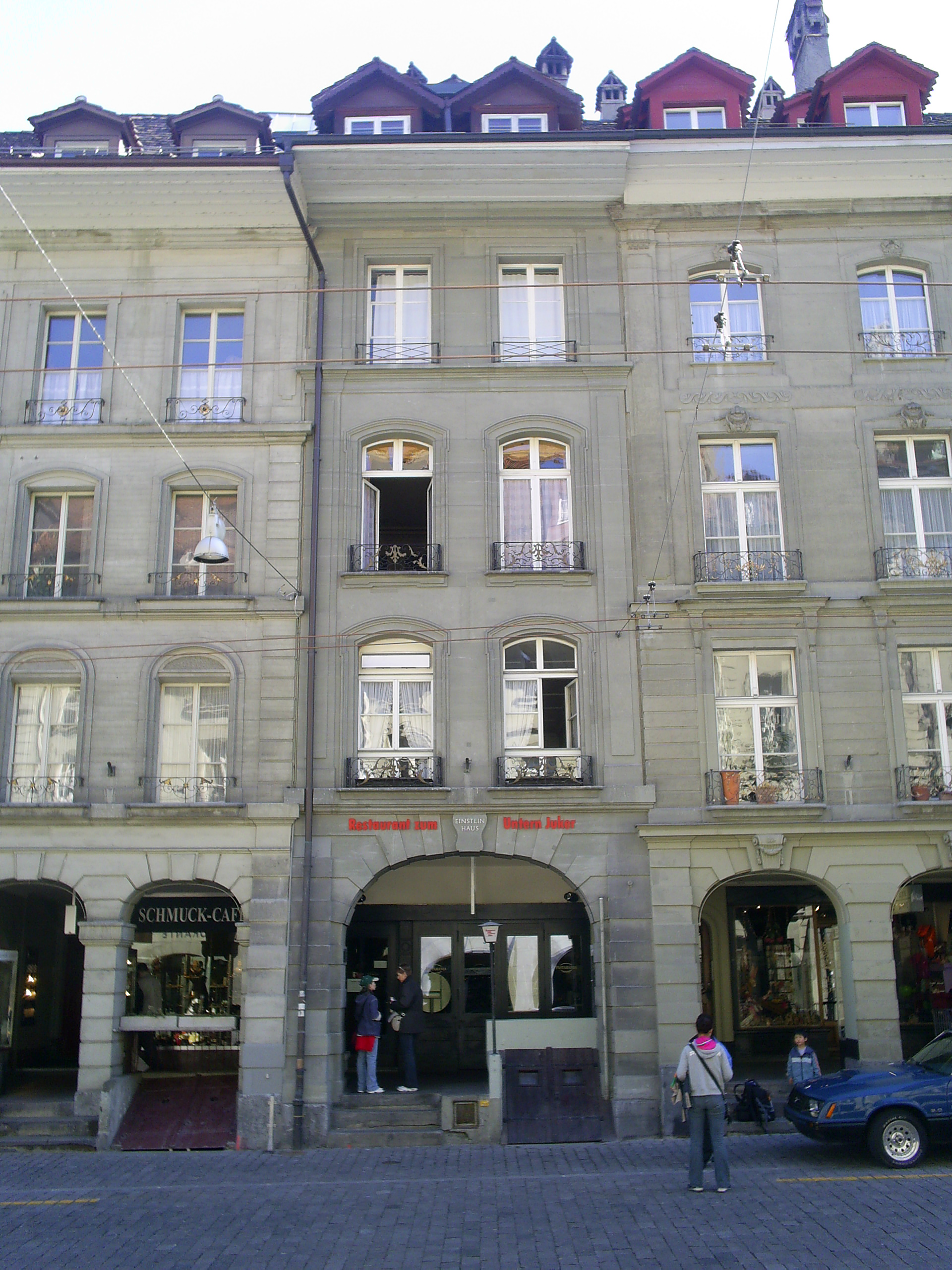
Einsteinhaus

Das Einsteinhaus an der Kramgasse 49 in Bern beherbergt ein Museum zum Leben und Werk Albert Einsteins.
Im 2. Stock des Hauses hatte Einstein von 1903 bis 1905, als er beim Schweizer Patentamt arbeitete, eine Wohnung gemietet, in der er mit seiner ersten Ehefrau Mileva Marić lebte. Zum Gedenken an seinen Aufenthalt in Bern von 1902 bis 1909 ist die Wohnung im Stil jener Zeit eingerichtet und öffentlich zugänglich.
Zusätzlich existiert im Bernischen Historisches Museum das integrierte "Einstein Museum", welches auf rund 1000 m² das Leben des Physikers präsentiert.